# Edmund Wingate

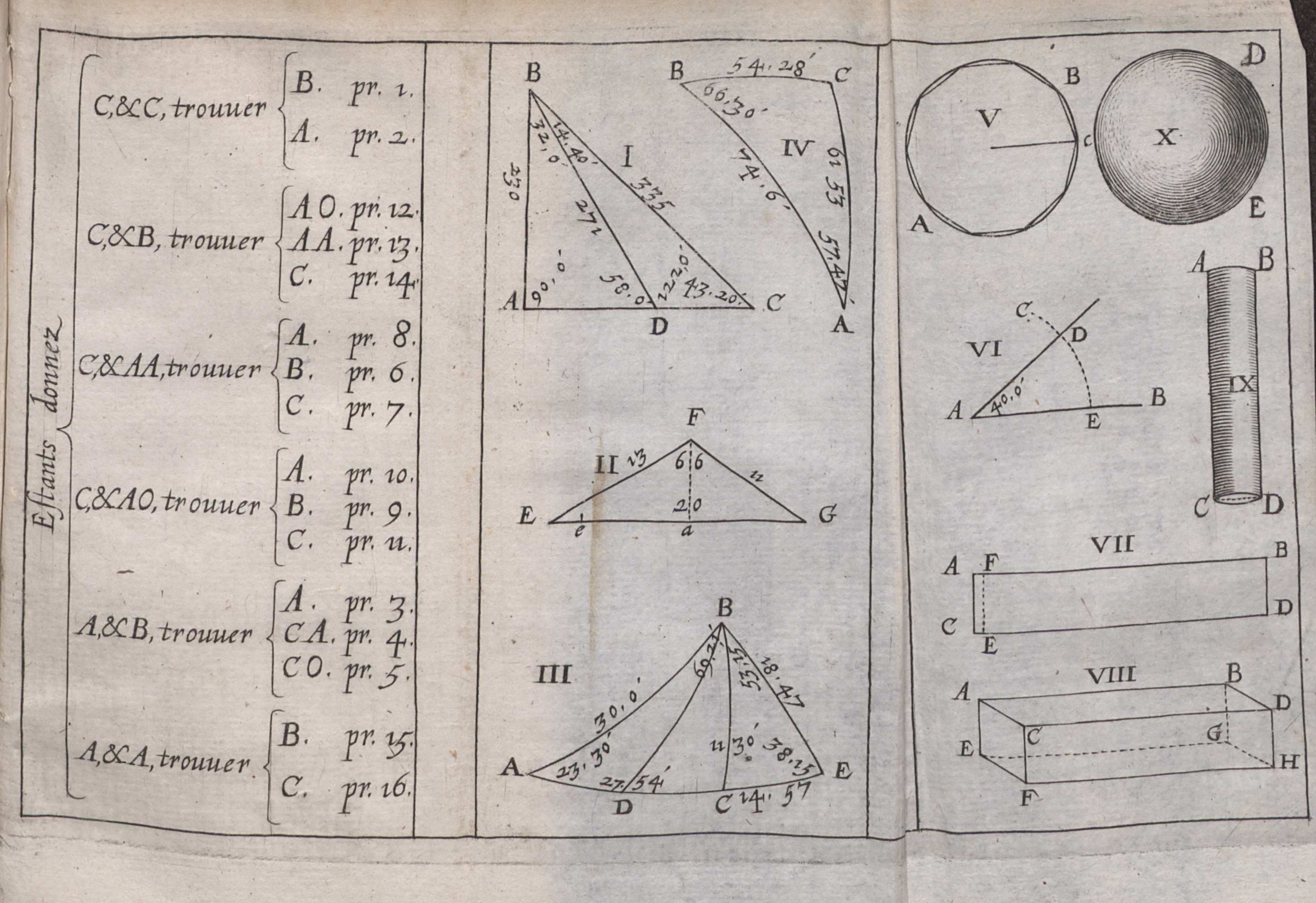
Wingate, Usage de la reigle de proportion, 1624

Edmund Wingate (getauft am 11. Juni 1596 in Flamborough, Yorkshire; begraben am 13. Dezember 1656 in London) war ein englischer Mathematiker und Jurist, der die Logarithmen in Frankreich einführte. 
Wingate studierte ab 1610 an der Universität Oxford (Queen’s College) mit dem Bachelor-Abschluss (B.A.) 1614 und schlug dann die Juristenlaufbahn ein, wozu er am Gray’s Inn in London studierte. 1624 ging er nach Paris, wo er Englischlehrer von Henrietta Maria von Frankreich war. Er brachte dort den französischen Mathematikern Nachrichten über die Logarithmentafeln von Henry Briggs (1626 veröffentlichte er das erste Buch über Logarithmen in Frankreich – was in Eile erfolgen musste, da schon andere an einer Veröffentlichung arbeiteten, wenig später erschienen Logarithmentafeln von Denis Henrion) und über den Rechenschieber von Edmund Gunter. Im Englischen Bürgerkrieg war er auf Seiten des Parlaments und wurde Friedensrichter für die Grafschaft Bedford. Als Freund von Oliver Cromwell war er Mitglied einer Kommission, die gegen unliebsame Minister vorging. 1654/55 saß er für Bedford im Parlament. 
1628 heiratete er eine Gutserbin und hatte mit ihr fünf Söhne und zwei Töchter.
Von ihm stammen mehrere Schriften zu Logarithmen:
- L'usage de la règle de proportion en arithmétique, Paris, 1624
  - Englische Ausgabe: The Use of the Rule of Proportion, London, 1626, 1628, 1645, 1658, 1683 (zu Gunters Rechenschieber)
- Arithmetique Logarithmetique, Paris, 1626
  - Englische Ausgabe: Logarithmotechnia, or the Construction and Use of the Logarithmeticall Tables, London, 1635 (Logarithmentafeln nach Briggs)
- The Construction and Use of the Line of Proportion, London, 1628
- Of Natural and Artificiall Arithmetique, London, 1630, 2 Bände (um es zu einem vollständigen Lehrbuch der Arithmetik zu machen, wurde es von John Kersey unter Wingates Aufsicht in der 2. Auflage 1650 bearbeitet und der zweite Band 1652 von Wingate bearbeitet). Es erschienen viele weitere Auflagen bis 1760.
- Ludus Mathematicus, London, 1654, 1681 (das Buch beschreibt ein auf Logarithmen basierendes Instrument, allerdings ohne Abbildung)
- The Clarks Tutor for Arithmetick and Writing … being the remains of Edmund Wingate, London, 1671, 1676.

Außerdem veröffentlichte er juristische Bücher:
- Statuta Pacis: or a Perfect Table of all the Statutes (now in force) which any way concern the office of a Justice of the Peace, London, 1641, 1644 (unter den Initialen E. W.)
- An Exact Abridgment of all the Statutes in force and use from the beginning of Magna Carta, London, 1642, 1655, 1663 (fortgesetzt von William Hughes) und öfter bis 1708
- Justice Revived: being the whole office of a country Justice of the Peace, London, 1644, 1661
- The Body of the Common Law of England, London, 1655 und öfter
- Maximes of Reason, London, 1658
- 1640 gab er eine Ausgabe des Britton heraus (eine Gesetzessammlung).

Weiter ist von ihm:
- The Use of a Gauge-rod, London, 1658
- The Exact Constable with his Original and Power in the Office of Churchwardens, London, 1660, 1682